# سيرينا أماتو
سيرينا أماتو (بالإسبانية: Serena Amato) هي متسابقة يخت أرجنتينية، ولدت في 10 سبتمبر 1974 في اوليفوس، بوينس آيرس في الأرجنتين.

## وصلات خارجية
- سيرينا أماتو على موقع الاتحاد الدولي للملاحة الشراعية (موقع جديد) (الإنجليزية)
- سيرينا أماتو على موقع الاتحاد الدولي للملاحة الشراعية (موقع قديم) (الإنجليزية)
- سيرينا أماتو على موقع اللجنة الأولمبية الدولية (الإنجليزية)
- سيرينا أماتو على موقع أوليمبيديا (الإنجليزية)